# Skra Bełchatów
O Klub Piłki Siatkowej Skra Bełchatów, mais conhecido apenas como PGE GiEK Skra Bełchatów por questões de patrocínio, é um clube polonês de voleibol masculino da cidade de Bełchatów, da voivodia de Łódź. Atualmente o clube disputa a PlusLiga, a primeira divisão do campeonato polonês.

## Histórico
Em 1930, o Clube Esportivo dos Trabalhadores "Skra" foi estabelecido. A seção de voleibol foi criada em 1957. Em 1977, o clube dos futebolistas foi separado – criando assim uma nova equipe (GKS Bełchatów) sob o patrocínio da mina local. Durante muitos anos, os jogadores de voleibol "Skra" jogaram apenas em competições amadoras.
Em 1991, o patrocínio da equipe foi assumido pela Elektrownia Bełchatów. Ela opera como uma sociedade por ações desde 20 de dezembro de 2004. O proprietário é a associação EKS Skra Bełchatów, que detém 100% das ações.
Desde 2007, atua como PGE Skra Bełchatów, nome do patrocinador principal: PGE (Polska Grupa Energetyczna).
Em 2009, após convite da Federação Internacional de Voleibol, o clube polonês disputou o primeiro Campeonato Mundial de Clubes de sua história, realizado no Catar. Após vencer todas as partidas disputadas na fase de grupos, o clube polonês venceu o russo Zenit Kazan por 3 sets a 1 na semifinal, porém foi superado na final pelo italiano Trentino Volley por 3 sets a 0, conquistando o vice-campeonato mundial. No ano seguinte, após um novo convite da FIVB, o clube polonês foi superado na final novamente pelo Trentino Volley, por um placar de 3–1 e conquistou pelo segundo ano consecutivo o vice-campeonato da competição.

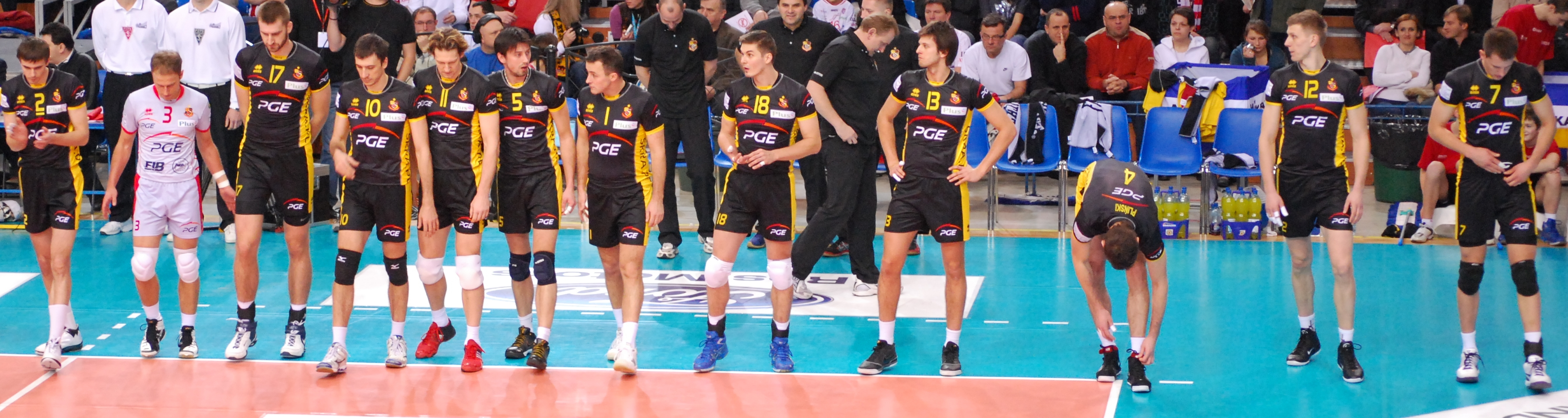
Equipe do Skra Bełchatów antes do jogo contra o Asseco Resovia Rzeszów no Hala Podpromie, em 2010.

Desde 2012, se tornou o primeiro clube de voleibol do mundo, o quarto clube desportivo e primeiro clube polaco a cooperar com a UNICEF. No mesmo ano, a equipe alcançou a primeira final da Liga dos Campeões da Europa de sua história. Competindo em casa, para um público de 13.000 espectadores na Atlas Arena, o clube de Bełchatów foi derrotado na final pelo russo Zenit Kazan no último set, por um placar de 15–17.
Na temporada 2017–18 o clube se firmou como maior campeão do campeonato polonês (como liga profissional) até então. Após finalizar a fase classificatória com 25 vitórias e 5 derrotas, Skra Bełchatów derrotou o ZAKSA Kędzierzyn-Koźle – líder da fase classificatória – na primeira partida das finais na Hala Energia por 3 sets a 0. No jogo de volta, o clube de Bełchatów venceu novamente o clube da voivodia de Opole pelo placar de 3 sets a 1, conquistando assim o nono campeonato de sua história, o primeiro desde a temporada 2013–14, quebrando a sequência do ZAKSA Kędzierzyn-Koźle, que havia conquistado recentemente o título duas vezes.

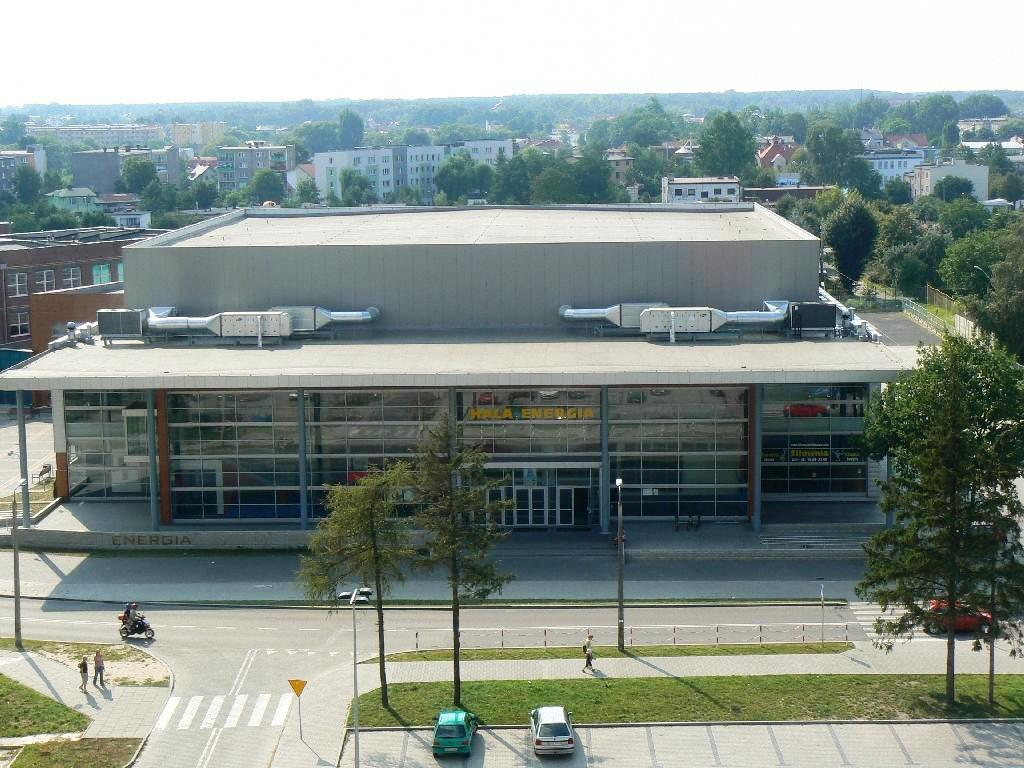
Ginásio Hala „Energia”.

Na temporada 2019–20, que havia sido encerrada prematuramente devido à pandemia de COVID-19, os jogadores do Bełchatów (com um saldo de 17 vitórias e 7 derrotas), ficaram em terceiro lugar no campeonato; campeonato este que não houve atribuição de título. Contudo, as três primeiras equipes da classificação geral até o momento da paralisação, obtiveram o direito de disputar a Liga dos Campeões da Europa da temporada subsequente. No mesmo ano, o ícone do clube, Mariusz Wlazły, oposto polonês de 36 anos que contribui para a conquista de todos os 20 títulos do Bełchatów (9 campeonatos, 7 copas e 4 supercopas), anunciou sua saída do clube após 17 anos.

## Títulos

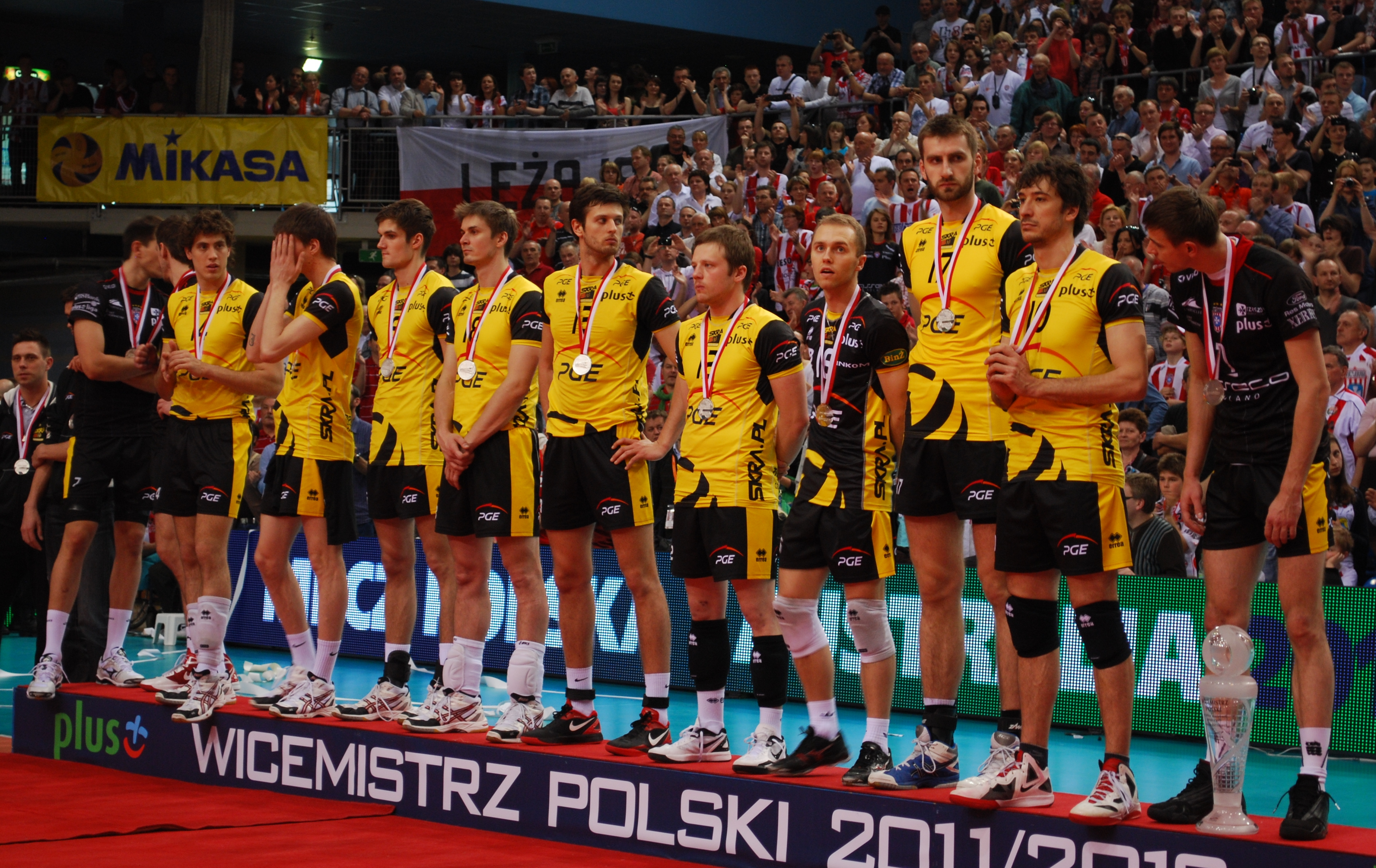
Skra Bełchatów recebendo a medalha de prata da PlusLiga de 2011–12.

### Internacionais
Mundial de Clubes
- Vice-campeão: 2009, 2010
- Terceiro lugar: 2012

 Liga dos Campeões
- Vice-campeão: 2011–12
- Semifinalista: 2007–08, 2009–10, 2018–19

 Copa CEV
- Terceiro lugar: 2013–14

### Nacionais
Campeonato Polonês
- Campeão: 2004–05, 2005–6, 2006–07, 2008–09, 2009–10, 2010–11, 2013–14, 2017–18
- Vice-campeão: 2011–12, 2016–17
- Terceiro lugar: 2001–02, 2014–15, 2015–16, 2019–20

 Copa da Polônia
- Campeão: 2004–05, 2005–06, 2006–07, 2008–09, 2010–11, 2011–12, 2015–16
- Vice-campeão: 2003–04, 2016–17, 2017–18

 Supercopa Polonesa
- Campeão: 2012, 2014, 2017, 2018
- Vice-campeão: 2020

## Elenco atual
Atletas selecionados para disputar a temporada 2022–23.
| Camisa              | Nome                    | Altura (m) | Posição    |
| ------------------- | ----------------------- | ---------- | ---------- |
| 3                   | Wiktor Musiał           | 1,94       | Oposto     |
| 4                   | Dawid Gunia             | 2,04       | Central    |
| 5                   | Bartłomiej Janus        | 2,03       | Central    |
| 6                   | Karol Kłos              | 2,01       | Central    |
| 8                   | Dick Kooy               | 2,02       | Ponteiro   |
| 12                  | Lukáš Vašina            | 1,98       | Ponteiro   |
| 14                  | Aleksandar Atanasijević | 2,00       | Oposto     |
| 15                  | Grzegorz Łomacz         | 1,87       | Levantador |
| 16                  | Kacper Piechocki        | 1,84       | Líbero     |
| 18                  | Robert Milczarek        | 1,88       | Líbero     |
| 20                  | Mateusz Bieniek         | 2,08       | Central    |
| 21                  | Jakub Rybicki           | 1,95       | Ponteiro   |
| 26                  | Mihajlo Mitić           | 2,01       | Levantador |
| 91                  | Filippo Lanza           | 1,98       | Ponteiro   |
| Técnico: Joel Banks |                         |            |            |